# José Manuel Villarejo
José Manuel Villarejo Pérez (El Carpio, 3 d'agost de 1951) és un empresari i excomissari espanyol del Cos Nacional de Policia, actualment retirat. El juny del 2017 fou acusat d'haver apunyalat una dermatòloga a Madrid. El 3 de novembre de 2017 fou detingut pel departament d'Assumptes interns de la policia espanyola, per ordre de la Fiscalia Anticorrupció, que l'acusa de presumptes delictes de blanqueig de capitals, suborn, organització criminal i delicte contra els drets dels ciutadans estrangers. Va romandre en presó preventiva des de novembre de 2017 fins al març de 2021.

## Biografia

### Carrera policial
Va ingressar a la Cos Nacional de Policia d'Espanya el 1972, destinat a la comissaria provincial de Sant Sebastià fins al 1975, on va formar part del grup antiterrorista i va participar en diferents actuacions contra ETA. Posteriorment fou destinat a l'equip de Seguretat Ciutadana de la Prefectura Superior de Madrid, on romandria fins al 1983. En excedència des del 1983 fins al 1993, durant aquells anys es va dedicar a l'activitat empresarial. Villarejo va gestionar fins a 46 empreses diferents amb un capital social de més de 16 milions d'euros. El 1993 es va reincorporar com a agent operatiu, o agent encobert, a la Secretaria d'Estat d'Interior, i fou responsable de les clavegueres de l'Estat i de l'operació Catalunya. Durant la seva carrera al Cos Nacional de Policia espanyola va tenir almenys quatre identitats falses mitjançant DNI expedits pel Ministeri de l’Interior.

## Activitat privada
Durant els períodes d'excedència i després d'haver-se retirat de la policia espanyola, Villarejo va dur a terme diverses feines d'investigació per a empreses, principalment una agència de detectius i un despatx d'advocats. Entre aquestes feines, hi havia investigacions encarregades per organismes públics, entitats privades i particulars.

### Informe Veritas
A mitjan dècada del 1990, va participar en l'elaboració de l'informe Veritas, encarregat pel Ministeri de l'Interior de l'Estat espanyol dirigit per José Luis Corcuera (PSOE) i coordinat per Enrique de Federico, comissari de Policia Judicial en el qual es recollien dades sobre la vida privada de jutges com Baltasar Garzón, polítics, periodistes i empresaris com Javier de la Rosa.

### Àtic d'Ignacio González
El març del 2015, en una conversa gravada entre Villarejo, un altre comissari i Ignacio González, president de la Comunitat de Madrid, aquest últim els demana que no surti a la llum que té una empresa pantalla als Estats Units d'Amèrica, propietària al seu torn d'un àtic a Estepona.

### Pequeño Nicolás
Villarejo està imputat en un jutjat de Madrid acusat dels delictes de revelació de secrets i pertinença a organització criminal dins del procés de recerca d'una peça separada del cas Nicolás, pel suposat enregistrament il·legal, manipulació i difusió d'una conversa entre policies i membres del Centre Nacional d'Intel·ligència. L'associació espanyola Transparencia y Justicia es va personar com a acusació particular en el cas el novembre del 2014.
El novembre del 2016, la Fiscalia del cas va advertir al jutge de la possibilitat que el procés quedés anul·lat si no es resolia la destitució dels policies investigadors i la intervenció de les seves comunicacions. El febrer del 2017, per evitar el seu processament en el cas, Villarejo va filtrar a la premsa informació sobre el rei espanyol Juan Carlos i el Centre Nacional d'Intel·ligència. També va amenaçar amb filtrar més informació si no el treien del procés.
Villarejo va declarar davant notari que era l'autor de diversos informes de l'Operació Catalunya, maniobra del Ministeri de l'Interior de l'Estat espanyol per frenar l'independentisme a Catalunya. L'enregistrament de les escoltes va ser filtrat pel comissari de policia Marcelino Martín-Blas.